# Kardinální vokály

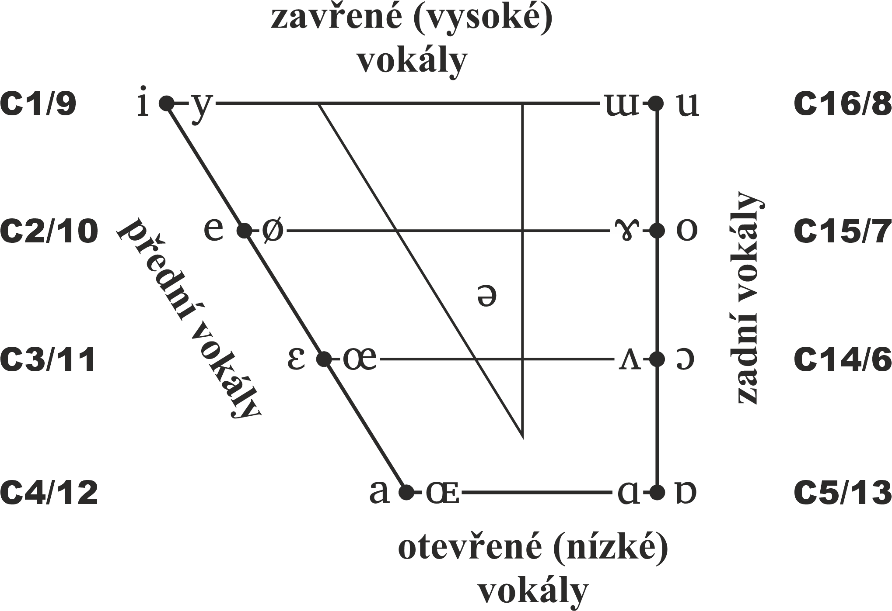
Kardinální vokály

Kardinální vokály nebo kardinální samohlásky (anglicky cardinal vowels, německy Hauptvokale) jsou samohlásky, které se nacházejí v extremitách vokalického čtyřúhelníku daného jazyka. Slouží jako referenční body při porovnávání různých jazyků. Přestože je totiž určitý vokál v různých jazycích označovaný stejným názvem a transkribovaný stejným symbolem, může být v každém jazyce realizován do určité míry odlišně.
Kardinální vokály se reálně v jazycích nevyskytují, jedná se o jazykově nezávislé referenční body určitých vokalických kvalit , se kterými můžeme porovnávat samohlásky reálných jazyků. Představují extrémní pozice v rámci vokalického prostoru. Kardinální vokály se dělí na primární a sekundární. Primární kardinální vokály jsou v přední řadě nezaokrouhlené a v zadní řadě zaokrouhlené, u sekundárních kardinálních vokálů je tomu naopak. Obrázek zobrazuje kardinální vokály v rámci vokalického čtyřúhelníku, primární kardinální vokály (C1–C8) jsou v přední řadě vlevo a sekundární (C9–C16) vpravo, v zadní řadě naopak. 
Například české e-ové vokály se nejvíce blíží C3, tedy /ɛ/, ale jsou mírně centralizovanější. Oproti tomu v mnoha moravských dialektech se kvalita více blíží k C2, tedy /e/.